# Herman Streulens
Herman Streulens (Komen, 19 september 1936) is een Belgisch pianist, organist en dirigent.
Zijn muziekstudies begonnen aan het Conservatorium van Kortrijk. Daarop studeerde hij verder aan het Brussels Conservatorium, waar hij eerste prijzen haalde voor piano (1960) en harmonieleer (1961). Hij kreeg er ook zanglessen van Frederick Anspach. Studie aan het Antwerps Conservatorium leverde opnieuw eerste prijzen op, te weten in praktische harmonieleer (1966), piano (Jenny Solheid), contrapunt (1966), orgel (1967, Flor Peeters) en kamermuziek (1967 met felicitaties van onder meer Georges Maes). Dirigeren leerde hij onder meer van Daniel Sternefeld. In 1967 wist hij de Albert de Vleeshouwer (1863-1913) Compositieprijs te winnen met zijn werk Lablaka voor contrabas en piano. In 1969 werd hij repetitor en koordirigent van de Gentse Opera; een functie die hij tot 1977 zou vervullen. Vanaf 1971 tot 1973 was hij begeleider en dirigent van de Vlaamse Kameropera in Antwerpen. In 1973 studeerde hij daartoe nog enige tijd bij Herbert von Karajan te Salzburg. In dat jaar begon hij ook met de zogenaamde Middagconcerten in Oost- en West-Vlaanderen. Sinds 1976 was hij docent aan het Koninklijk Conservatorium Gent en de Muziekacademie van Gentbrugge. 
Even later (1978) richtte hij het Gents Kamerorkest op en in 1982 richtte hij het Fonds Jonge Musici op. In 1983 gaf hij een vakantiecursus muziekbeleving in Florenville, alwaar hij ook oprichter was van het "Festival van Florenville en Chiny". 
Als dirigent is hij sinds 1981 verbonden aan het koor van Sint-Michielskerk (waar hij ook organist is), het "Koor Jubilate" en sinds 2001 "Opera- en Belcantokoor Soudan" (GOBS), alle te Gent. Tegelijkertijd speelde hij als pianist in kamermuziekensembles. In 1991 was hij organisator van Gent welcomes Mozart, waarbij in 54 concerten werken van Wolfgang Amadeus Mozart in chronologische volgorde te horen waren.  
Hij schreef enkele werken binnen uiteenlopende genres; bekendst werden Damiran voor strijkorkest uit 1980 en een Ave Maria voor tenor, dameskoor en orgel (1994).  